# Mezenyi járás

A Mezenyi járás az Arhangelszki területen

A Mezenyi járás (oroszul Мезенский район) Oroszország egyik járása az Arhangelszki területen. Székhelye Mezeny.

## Népesség
- 1989-ben 17 796 lakosa volt.
- 2002-ben 13 124 lakosa volt.
- 2010-ben 10 330 lakosa volt.